# Átmeneti fosszíliák

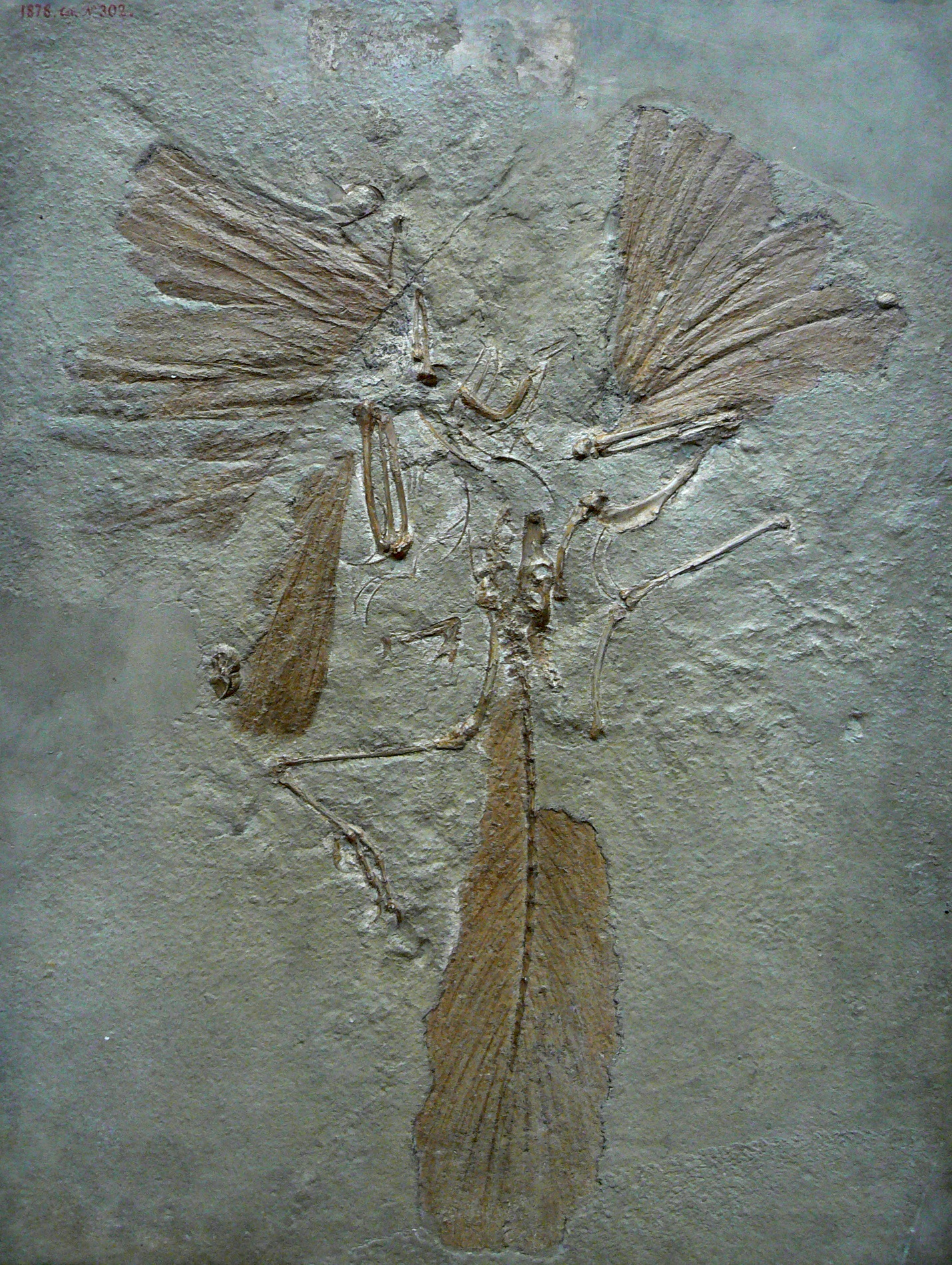
Az Archaeopteryx, londoni példánya, amit mindössze 2 évvel hamarabb fedeztek fel, minthogy Charles Darwin publikálta a Fajok eredete című korszakalkotó munkáját.

Az átmeneti kövületek (közkeletű elnevezéssel élve a hiányzó láncszemek) olyan egykor élt, átmeneti fejlődési formákat megtestesítő állatok megkövült maradványai, amelyek illusztrálják az evolúció menetét és bizonyítékait képezik az evolúció elméletének. Két módon definiálhatjuk őket (amelyek természetesen összefüggenek), egyrészt ősi anatómiai (maradvány) tulajdonságok alapján, ami időben későbbi vagy ma is élő fajok összehasonlítása révén történik. A másik lehetőség, hogy kladisztikai, rendszertani elemzések az illető (ez esetben kihalt) lény ősi voltát mutatják.
A mai modern evolúciós elmélet szerint lényegében minden ma élő faj populációja „átmenetinek” tekinthető, hiszen állandó változásban vannak. Habár az „átmeneti forma” kifejezés egy emberi konstruktum, mégis megfelelően használt értelemben alkalmazható azon egyedekre, amelyek valamilyen, evolúciós szempontból kezdeti, átmeneti jelleget mutattak és egy későbbi radiáció (egy kladisztikai ág) alapi ágához közel álló jellegzetességekkel bírtak. A ma élő, „átmeneti formákat” szerencsésebb az élő kövületek névvel illetni, mivel ezek az előbbiektől abban különböznek, hogy fejlődési szempontból nem „alapi helyzetűek”, hanem ősi tulajdonságokat megőrzött, de modern fajok.

## Megtévesztések és hamisítások

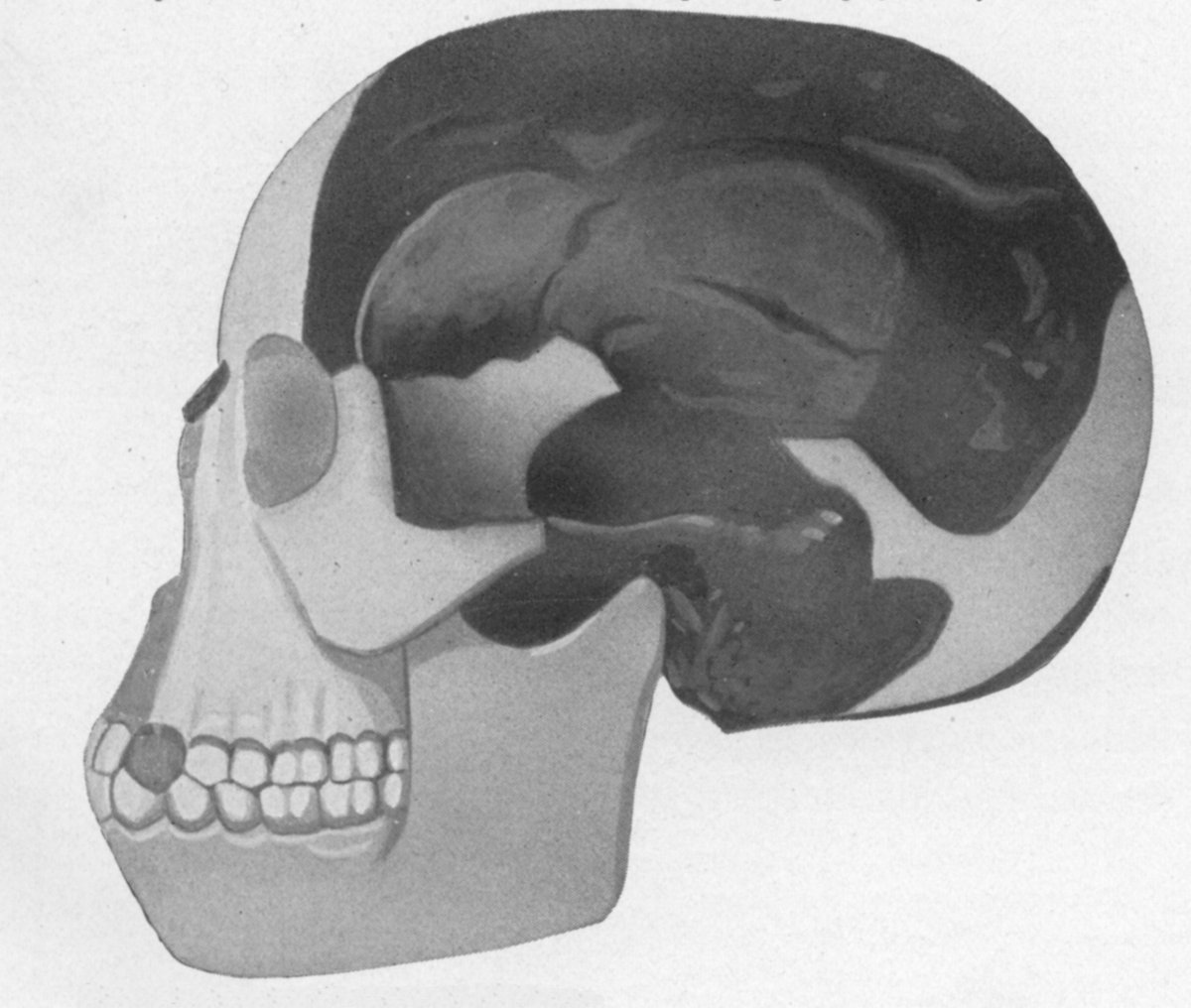
Egy igazi hamisított "kövület", amit feltehetően Charles Dawson alkotott meg, hogy kitöltse az majom-ember lánc közötti "hézagot" a kor felfogásának megfelelően.

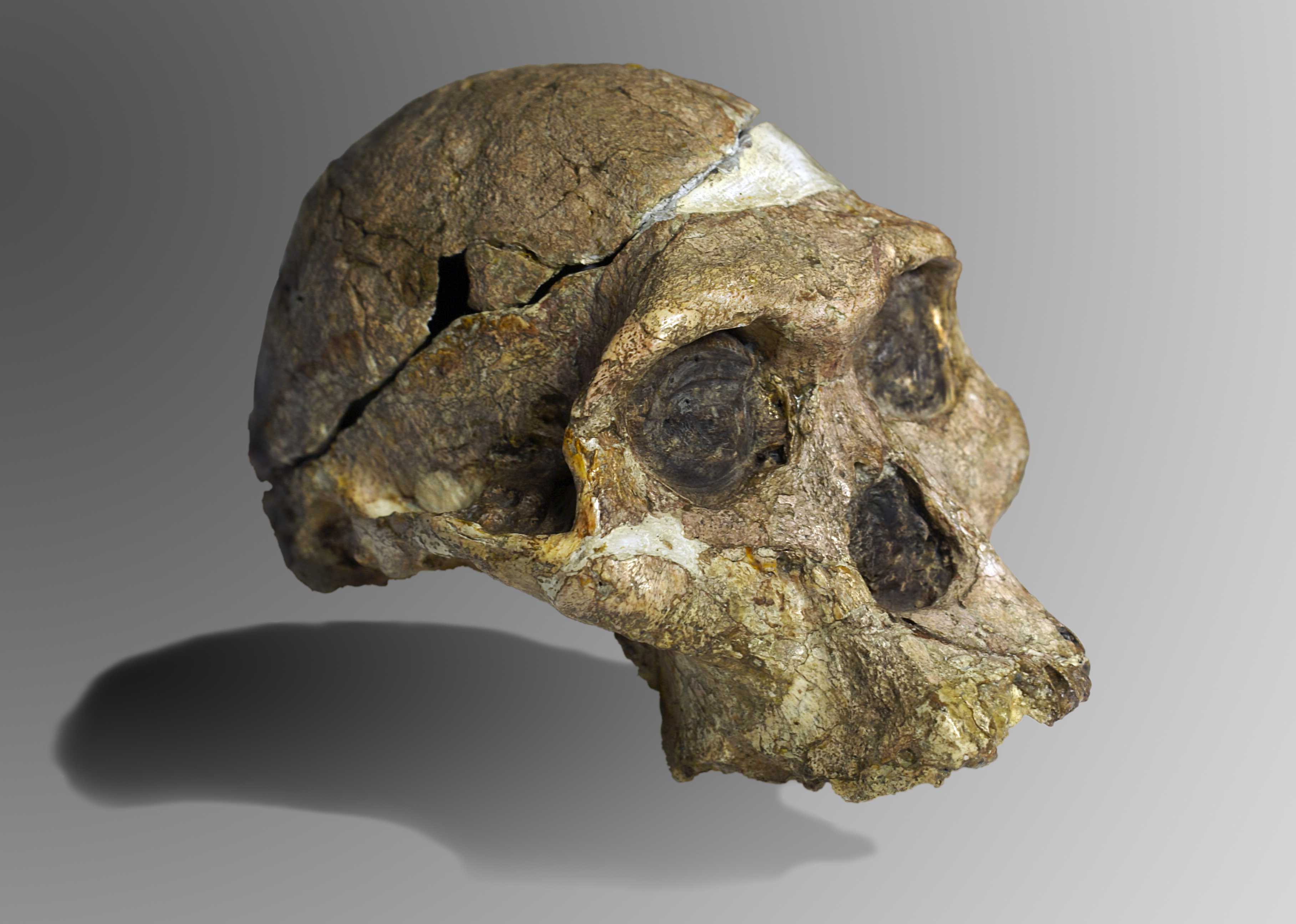
Egy valódi átmeneti kövület: egy nőnemű Australopithecus africanus koponyája. Úgy is tekinthetünk rá, mint a "Piltdowni ember" egykor valóban élt "megfelelőjére".

Már az Archaeopteryxről is korán kikiáltották az evolúcióelmélet ellenzői, hogy hamisítvány, pedig az első, dinoszauruszként azonosított leletet jó 2 évvel Darwin híres munkája előtt találták Solnhofenben. Az, hogy a viszonylag "tollatlan" lelet esetében még csak fel sem merült, hogy az egy állatcsoport fontos, "hiányzó" láncszeme lehet, valószínűtlenné teszi, hogy hamisítvány lenne. Másrészt azóta többször modern mikroszkópos, röntgen, kémiai mintavételi elemzéseknek vetették alá az ominózus leleteket, amelyek mind megerősítették valóságos voltát. Ha ez nem lenne elég, megtalálták a faj testvérnemzetségeit is pl. Olaszország és Kína hasonló korú kőzeteiben. Egyes "kutatók" tudományos karrierjük vagy egyszerű anyagi megfontolások végett előállítottak valóban hamis "leleteket" is. Néhány esetben a trükk sokáig nem lepleződött le. A "piltdowni majomember" koponyája a kelet-afrikai árokból előkerült valódi leletek megtalálása előtt valódi szenzációnak számított, mivel akkoriban még csak egyes Homo erectus leleteket ismert a tudomány, így hiányzott egy korábbi, ősibb jellegű átmeneti faj fosszíliája. Eredetileg egy majom állkapcsából, valamint egy ember koponyacsontjából rakták össze. A hamis leletet feltehetően maga Charles Dawson a lelet leírója hozta létre. Amatőr paleontológus és archeológus volt, aki arra vágyott, hogy bevegyék a Royal Societybe, amit végül el is ért. Meglepő, hogy negyven évnek kellett eltelnie, hogy a csalás kiderüljön. Azóta már számos átmeneti "főemlős-ember" átmeneti alak vált ismertté, így egy ilyen csalást újra végrehajtani már nagyon nehéz volna (nem beszélve a fejlett analitikus és képalkotó technikákról).
Újabb fejlemény, hogy a nemrég felfedezett kínai ősmadárleleteket is meghamisították alkalmanként, és a nagy hírű National Geographic Society is "beugrott" a csalásnak. Nevén nevezve az esetet az Archaeoraptornak elkeresztelt őslényről van szó, ami két egymáshoz illesztett lelet gondos összerakásával kreáltak. Megjegyzendő, hogy a szakmai társaságokat nem tudták "felültetni", mivel azok hamar gyanút fogtak a lelet bizonytalan származása miatt. Ezzel együtt a kínai "tollas dinoszauruszok" többsége valóban létezett, s fontos átmeneti alakoknak számítanak a madarak és a dinoszauruszok között.
Bár a fentebb leírt esetek valóban megtörténtek, a leletek túlnyomó többsége ellenőrzött körülmények között kerül napvilágra, s a csalás a jelenlegi technikai eljárások használatával aránylag gyorsan leleplezhető.

## Példák átmeneti fosszíliákra
| A Nautiloida → Ammonoida evolúciós átmeneti formák | A Nautiloida → Ammonoida evolúciós átmeneti formák | A Nautiloida → Ammonoida evolúciós átmeneti formák                   | A Nautiloida → Ammonoida evolúciós átmeneti formák | A Nautiloida → Ammonoida evolúciós átmeneti formák | A Nautiloida → Ammonoida evolúciós átmeneti formák |
| Megjelenési idő                                    | Taxon                                              | Rokonság                                                             | Státusz                                            | Leírás                                             | Kép                                                |
| -------------------------------------------------- | -------------------------------------------------- | -------------------------------------------------------------------- | -------------------------------------------------- | -------------------------------------------------- | -------------------------------------------------- |
| >500 Ma                                            | Alosztály: - Nautiloidea                           |                                                                      |                                                    |                                                    |                                                    |
| 390 Ma                                             | Rend: - Bactritida                                 | - A Nautiloidea csoport tagja. - Az ammonoideák közvetlen előfutára. |                                                    |                                                    |                                                    |
| 370 Ma                                             | Alosztály: - Ammonoidea                            | - A Bactritida közvetlen leszármazottja.                             |                                                    |                                                    |                                                    |

## Agerinctelenektőlahalakig
| A gerinctelenektől a → halakig tartó fejlődési láncolat | A gerinctelenektől a → halakig tartó fejlődési láncolat | A gerinctelenektől a → halakig tartó fejlődési láncolat                              | A gerinctelenektől a → halakig tartó fejlődési láncolat | A gerinctelenektől a → halakig tartó fejlődési láncolat | A gerinctelenektől a → halakig tartó fejlődési láncolat |
| Megjelenés                                              | Taxon                                                   | Rokonság                                                                             | Státusz                                                 | Leírás | Kép                                                     |
| ------------------------------------------------------- | ------------------------------------------------------- | ------------------------------------------------------------------------------------ | ------------------------------------------------------- | --- | ------------------------------------------------------- |
| >540 Ma                                                 | Nemzetség: - Pikaia                                     |                                                                                      |                                                         | Késszerű vagy fűzfalevélszerű volt a megjelenése. A gerincesek legidősebb ismert képviselője a Burgess-faunából. Feltehetően a ma élő lándzsahal lehet a legközelebbi rokona. - Nagyon ősi elő-gerinchúros. |                                                         |
| 500 Ma                                                  | Osztály: - Conodonták                                   | Szálkás izmai, szegélyszerű farokúszói és gerinchúrja hasonlítottak a lándzsahaléra. |                                                         | Ellenálló fogazatuk miatt szint-és korjelző fosszíliák. Sokáig nem ismerték igazi mibenlétüket (gyűrűsférgek rágójának vélték), mikor skóciai kőzetekben megtalálták természetes összefüggésben porcos támasztó-és garatcsont képleteinek társaságában a jellegzetes fogakat. Talán a ma élő nyálkahalak állhatnak hozzá rendszertanilag a legközelebb. |                                                         |
| 470 Ma                                                  | Nemzetség: - Haikouichthys                              |                                                                                      |                                                         | Páncél nélküli, s állkapocs nélküli hal, amely talán a mai folyami és tengeri ingolákkal állhat közelebbi rokonságban. |                                                         |
| 430 Ma                                                  | Nemzetség: - Arandaspis                                 |                                                                                      |                                                         | Egyike a legkorábbi páncélos állkapocs nélküli halaknak. |                                                         |
| 400 Ma                                                  | nemzetség: - Birkenia                                   |                                                                                      |                                                         | Egyike az első állkapcsos halaknak. Koponyacsontozatán még felismerhető, hogy nem sokkal korábban egy kiegyénült kopoltyúívi csontból jöhetett létre az alsó állkapocs. |                                                         |

## Halaktól akétéltűekig
| A halaktól → négylábúakis ívelő leletanyag | A halaktól → négylábúakis ívelő leletanyag | A halaktól → négylábúakis ívelő leletanyag | A halaktól → négylábúakis ívelő leletanyag | A halaktól → négylábúakis ívelő leletanyag | A halaktól → négylábúakis ívelő leletanyag |
| Megjelenés                                 | Taxon                                      | Rokonság                                   | Státusz                                    | Leírás                                     | Kép                                        |
| ------------------------------------------ | ------------------------------------------ | ------------------------------------------ | ------------------------------------------ | ------------------------------------------ | ------------------------------------------ |
| 416-359 Ma                                 | Nemzetség: - Osteolepis                    |                                            |                                            |                                            |                                            |
| 385 Ma                                     | Nemzetség: - Eusthenopteron                |                                            |                                            |                                            |                                            |
| 380 Ma                                     | Nemzetség: - Panderichthys                 |                                            |                                            |                                            |                                            |
| 375 Ma                                     | Nemzetség: - Tiktaalik                     |                                            |                                            |                                            |                                            |
| 368 Ma                                     | Nemzetség: - Elginerpeton                  |                                            |                                            |                                            |                                            |
| 368 Ma                                     | Nemzetség: - Obruchevichthys               |                                            |                                            |                                            |                                            |
| 365 Ma                                     | Nemzetség: - Acanthostega                  |                                            |                                            |                                            |                                            |
| 365 Ma                                     | Nemzetség: - Ichthyostega                  |                                            |                                            |                                            |                                            |
| 360 Ma                                     | Nemzetség: - Hynerpeton                    |                                            |                                            |                                            |                                            |
| 330 Ma                                     | Genus: - Tulerpeton                        |                                            |                                            |                                            |                                            |
| 300 Ma                                     | Nemzetség: - Pederpes                      |                                            |                                            |                                            |                                            |
| 295 Ma                                     | Nemzetség: - Eryops                        |                                            |                                            |                                            |                                            |

## AKétéltűektőla(korai)hüllőkig
| The Tetrapods → Reptiles Evolutionary Series | The Tetrapods → Reptiles Evolutionary Series | The Tetrapods → Reptiles Evolutionary Series | The Tetrapods → Reptiles Evolutionary Series | The Tetrapods → Reptiles Evolutionary Series | The Tetrapods → Reptiles Evolutionary Series |
| Megjelenés                                   | Taxon                                        | Rokonság                                     | Státusz                                      | Leírás                                       | Kép                                          |
| -------------------------------------------- | -------------------------------------------- | -------------------------------------------- | -------------------------------------------- | -------------------------------------------- | -------------------------------------------- |
| 3500 Ma                                      | Nemzetség: - Proterogyrinus                  |                                              |                                              |                                              |                                              |
| 330 Ma                                       | Nemzetség: - Limnoscelis                     |                                              |                                              |                                              |                                              |
| 325 Ma                                       | Nemzetség: - Tseajaia                        |                                              |                                              |                                              |                                              |
| 320 Ma                                       | Nemzetség: - Solenodonsaurus                 |                                              |                                              |                                              |                                              |
| 315 Ma                                       | Nemzetség: - Hylonomus                       |                                              |                                              |                                              |                                              |
| 300 Ma                                       | Nemzetség: - Paleothyris                     |                                              |                                              |                                              |                                              |

## Synapsidáktól(emlősszerű hüllőktől) azemlősökig
| A Synapsidáktól az → Emlősökig terjedő evolúciós sorozat | A Synapsidáktól az → Emlősökig terjedő evolúciós sorozat | A Synapsidáktól az → Emlősökig terjedő evolúciós sorozat | A Synapsidáktól az → Emlősökig terjedő evolúciós sorozat | A Synapsidáktól az → Emlősökig terjedő evolúciós sorozat | A Synapsidáktól az → Emlősökig terjedő evolúciós sorozat |
| Megjelenés                                               | Taxon                                                    | Rokonság                                                 | Státusz                                                  | Leírás                                                   | Kép                                                      |
| -------------------------------------------------------- | -------------------------------------------------------- | -------------------------------------------------------- | -------------------------------------------------------- | -------------------------------------------------------- | -------------------------------------------------------- |
| 330 Ma                                                   | Nemzetség: - Protoclepsydrops                            |                                                          |                                                          |                                                          |                                                          |
| 300 Ma                                                   | Nemzetség: - Clepsydrops                                 |                                                          |                                                          |                                                          |                                                          |
| 265 Ma                                                   | Nemzetség: - Dimetrodon                                  |                                                          |                                                          |                                                          |                                                          |
| ??? Ma                                                   | Nemzetség: - Procynosuchus                               |                                                          |                                                          |                                                          |                                                          |
| 248-245 Ma                                               | Nemzetség: - Thrinaxodon                                 |                                                          |                                                          |                                                          |                                                          |
| 205 Ma                                                   | Nemzetség: - Morganucodon                                |                                                          |                                                          |                                                          |                                                          |
| 125 Ma                                                   | Nemzetség: - Yanoconodon                                 |                                                          |                                                          |                                                          |                                                          |

## ADinoszauruszoktólamadarakig
| The Dinosaurs → birds Evolutionary Series | The Dinosaurs → birds Evolutionary Series | The Dinosaurs → birds Evolutionary Series | The Dinosaurs → birds Evolutionary Series                         | The Dinosaurs → birds Evolutionary Series | The Dinosaurs → birds Evolutionary Series |
| Megjelenés                                | Taxon                                     | Rokonság | Státusz                                                           | Leírás | Kép                                       |
| ----------------------------------------- | ----------------------------------------- | --- | ----------------------------------------------------------------- | --- | ----------------------------------------- |
| 168-140 Ma                                | Nemzetség: - Pedopenna                    | |                                                                   | |                                           |
| 155 Ma                                    | Nemzetség: - Anchiornis                   | Eredetileg alapi rendszertani helyzetű madárként azonosították, az újabb vélemények szerint bazális troodontid dinoszauruszok, melyek szimmetrikus, szabályos tollakat viseltek mind a négy végtagjukon. |                                                                   | Primitív jellegek - A szárnyak szimmetrikusak és lekerekítettek voltak, s elképzelhető, hogy se siklásra, se repülésre nem használta őket tulajdonosuk. - A hosszú lábak megegyeznek más troodontidák végtagjával. Leszármaztatott jellegek - A csuklók inkább hasonlítanak a madarak csuklóihoz, mint más Theropodáékhoz. - Akárcsak a dromaeosaurusok és a madarak esetében, a mellső végtag és lábak hosszúsága csaknem azonos volt. - Mind a négy végtagon, a csuklókon és a faroktájékon is tollakat viselt.                                                                                                  |                                           |
| 150–145 Ma                                | Nemzetség: - Archaeopteryx                | Közhelyszerűen a madár és a hüllő jellegeket mozaikszerűen tartalmazó lény volt, s egyben az első és ma is a legszélesebb körben ismert átmeneti fosszília.                                              | Kiváló átmeneti fosszília a madarak és a dinoszauruszok között.   | Primitív jellegek - Lassabb, dinoszaurusz-szerű növekedési ráta (csontok alapján). - Bizonyos anatómiai hiányosságok miatt madárszerű, kitartó repülésre nem lehetett képes. - A gerinc inkább a koponya hátuljához, mint az alapi részéhez kapcsolódik. - A szárnyaknak még 3, nem fuzionált, karmokkal ellátott ujja volt. - Maxilla and premaxilla bore unserrated teeth Származtatott jellegek - Teljesen kialakult, repülésre alkalmas aszimmetrikus tollak. - Fused furcula from two joined clavicles - Backward and elongated pubis similar to other maniraptors, but not found in more primitive theropods |                                           |
| 120 Ma                                    | Nemzetség: - Confuciusornis               | A híres Liaoning tartománylelőhelyen megtalált első primitív madár. |                                                                   | Primitív jellegek - A koponya az Archaeopteryxénál is ősibb. - Visszafejlődött, de még össze nem olvadt ujjak. Származtatott jellegek - Más maniraptoroknál szokatlan módon a Confuciusornisnak fogatlan állkapcsa volt. - Első ismert madár, melynek pygostylje volt. - Nagyobb szegycsonti taraj. |                                           |
| 115 Ma                                    | Nemzetség: - Eoalulavis                   | Primitív madár és valószínűleg az Archaeopteryx rokonsági körének leszármazottja. |                                                                   | |                                           |
| 93.5-75 Ma                                | Nemzetség: - Ichthyornis                  | A modern madarak őseinek közeli rokona. | Még voltak fogai, más szempontból a modern madarakhoz állt közel. | |                                           |

## A bálnák evolúciója
| A bálna evolúciós sorozat  | A bálna evolúciós sorozat   | A bálna evolúciós sorozat | A bálna evolúciós sorozat | A bálna evolúciós sorozat | A bálna evolúciós sorozat |
| Megjelenés                 | Taxon                       | Rokonság                  | Státusz                   | Leírás                    | Kép                       |
| -------------------------- | --------------------------- | ------------------------- | ------------------------- | ------------------------- | ------------------------- |
| 55.8 ± 0.2 - 33.9 ± 0.1 Ma | Nemzetség: - Pakicetus      |                           |                           |                           |                           |
| 50 Ma                      | Nemzetség: - Ambulocetus    |                           |                           |                           |                           |
| 46 Ma                      | Nemzetség: - Kutchicetus    |                           |                           |                           |                           |
| 47 Ma                      | Nemzetség - Artiocetus      |                           |                           |                           |                           |
| 41-33 Ma                   | Nemzetség: - Dorudon        |                           |                           |                           |                           |
| 25 Ma                      | Nemzetség: - Aetiocetus     |                           |                           |                           |                           |
| 40-34 Ma                   | Nemzetség: - Basilosaurus   |                           |                           |                           |                           |
| 8-15 Ma                    | Nemzetség: - Eurhinodelphis |                           |                           |                           |                           |
| 26 Ma                      | Nemzetség: - Mammalodon     |                           |                           |                           |                           |

## A lovak evolúciója
| The Hyracotherium → Equus Evolutionary Series | The Hyracotherium → Equus Evolutionary Series | The Hyracotherium → Equus Evolutionary Series | The Hyracotherium → Equus Evolutionary Series | The Hyracotherium → Equus Evolutionary Series | The Hyracotherium → Equus Evolutionary Series |
| Megjelenés                                    | Taxon                                         | Rokonság                                      | Státusz                                       | Leírás                                        | Kép                                           |
| --------------------------------------------- | --------------------------------------------- | --------------------------------------------- | --------------------------------------------- | --------------------------------------------- | --------------------------------------------- |
| 60-45 Ma                                      | nemzetség: - Hyracotherium                    |                                               |                                               |                                               |                                               |
| 40-30 Ma                                      | Genus: - Mesohippus                           |                                               |                                               |                                               |                                               |
| 20 Ma                                         | Nemzetség: - Parahippus                       |                                               |                                               |                                               |                                               |
| 17-11 Ma                                      | Nemzetség: - Merychippus                      |                                               |                                               |                                               |                                               |
| 12 Ma                                         | Nemzetség: - Pliohippus                       |                                               |                                               |                                               |                                               |
| 54-0 Ma                                       | Nemzetség: - Equus                            |                                               |                                               |                                               |                                               |